# Chaguazoso (La Mezquita)
Chaguazoso (llamada oficialmente Santiago de Chaguazoso) es una parroquia y un pueblo del municipio español de La Mezquita, en la provincia de Orense, Galicia.

## Organización territorial
La parroquia está formada por una entidad de población:
- Chaguazoso

## Demografía
En la actualidad la población estable durante el año en Chaguazoso no llega a los cien habitantes. Este hecho se enmarca dentro de las consecuencias de las oleadas migratorias que sufrió Galicia por el interior y el este, primero en dirección a América Latina y más tarde hacia Centroeuropa y las zonas más desarrolladas de España.
Gráfica demográfica del pueblo y parroquia de Chaguazoso según el INE español:		
| Gráfica de evolución demográfica de Chaguazoso entre 2000 y 2023 |
|                                                                  |
| Datos según el nomenclátor publicado por el INE.                 |

## Patrimonio
Iglesia parroquial dedicada al Apóstol Santiago, construida en el s. XVII y reconstruida en el 1964, posee un interesante retablo del que es autor el escultor gallego José Ferreiro (escultor) (1738-1830). El templo posee una fachada de estilo neoclásico y fábricas de sillería de gran calidad. 
Hay una casa señorial Casa Grande de A Cerca construida en 1901 y restaurada en 2001.
Destaca también por ser uno de los municipios que más manantiales posee en sus calles por habitante, contando con un total de 14 fuentes catalogadas.